# جیانی آنیلی
جیانّی آنیلی (به ایتالیایی: Gianni Agnelli) (زاده ۱۲ مارس ۱۹۲۱ – درگذشته ۲۴ ژانویه ۲۰۰۳) کارخانه دار، مدیر و سرمایه‌دار اصلی شرکت سرمایه‌گذاری اکسور بود. شرکت اکسور بزرگترین شرکت سرمایه‌گذاری ایتالیا است و می‌توان از شرکت‌های خودروسازی فیات، کرایسلر، آلفا رومئو، لانچیا، داج، مازراتی، جیپ، رم تراکس، ایوکو و فراری، گروه رسانه ای و نشریهٔ اکونومیست، بانک لئوناردو، شرکت تجهیزات استخراج نفت و گاز ولتک و باشگاه ورزشی یوونتوس به عنوان بخش اعظم دارایی‌های این شرکت نام برد.
جیانی فرزند جووانی آنیلی بود و پدربزرگش نیز ادواردو آنیلی نام داشت که در ۴۰ سالگی درگذشت.
 او با مارلا کاراچولو دی کاستانیتو، نجیب‌زاده خاندان کاراچولو ازدواج کرد. حاصل این ازدواج یک پسر به نام ادواردو و یک دختر به نام مارگریتا بود. مارگریتا در اولین ازدواج خود با آلن الکان، از نوادگان خاندان مشهور و سرمایه‌دار یهودی الکان، رمان‌نویس و فعال رسانه‌ای، پسر ژان-پل الکان، بانکدار، سرمایه‌دار و مدیر سابق شرکت تولید کالاهای لوکس کریستین دیور اس. آ. و همچنین رئیس انجمن مرکزی اسرائیلیان فرانسه وصلت کرد و حاصل این پیوند دو پسر به نام‌های جان الکان و لاپو الکان و یک دختر به نام جینورا الکان بود.
علیرغم اینکه طبیعتاً ادواردو، به عنوان تنها پسر جیانی آنیلی، وارث ثروت خانواده آنیلی به حساب می‌آمد، اما پدرش، جیووانی آلبرتو آنیلی (پسر عموی ادواردو) را به عنوان میراث دار مجموعه فیات اعلام کرد، و تنها بخشی که به ادواردو واگذار شد، مدیریت باشگاه یوونتوس در یک بازه زمانی کوتاه در سال ۱۹۸۶ بود؛ ولی با مرگ جیووانی آلبرتو در سال ۱۹۹۷ میلادی باز ناگزیر این ادواردو بود که به عنوان صاحب این ارثیه معرفی می‌شد.
پس از خودکشی ادواردو، جیانی آنیلی نوه خود جان الکان را به عنوان وارث انتخابی خود برگزید و کنترل مجموعه فیات را به او سپرد.